# Mutsu, Aomori
Mutsu (むつ市 Mutsu-shi) là một thành phố thuộc tỉnh Aomori, Nhật Bản. Được thành lập vào năm 1959 sau khi sáp nhập hai thị trấn Ōminato và Tanabu. Hiện tại là vị trí đặt Căn cứ Hải quân Ōminato của Lực lượng phòng vệ biển Nhật Bản